# تحليل طيفي بالأشعة تحت الحمراء

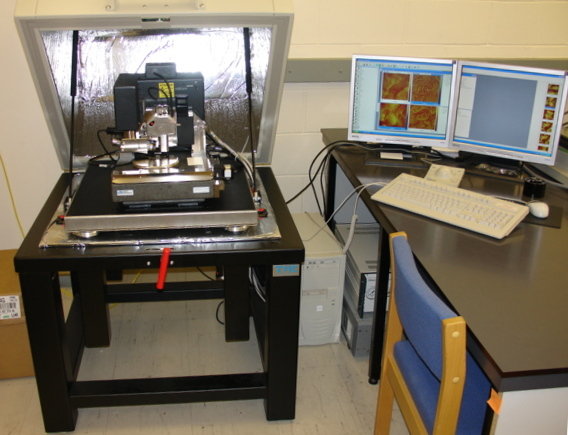
مجهر القوة الذرية بجهاز الكمبيوتر المتحكم فيه

التحليل الطيفي أو التحليل النانوي بالأشعة تحت الحمراء.
التحليل الطيفي أو (التحليل النانوي بالأشعة تحت الحمراء) هو واحد من عائلة من التقنيات مشتقة من مزيج من تقنيتين أساسيتين للآلات.  يجمع التحليل الطيفي بالاشعة تحت الحمراء بين قوة التحليل الكيميائي للتحليل الطيفي بالأشعة تحت الحمراء والدقة المكانية العالية للفحص المجهري بمسبار المسح.تم استخدام المصطلح لأول مرة للإشارة إلى طريقة تجمع بين ليزر إلكتروني حر قابل للضبط مع مجهر القوة الذرية مزود بمسبار حاد يقيس الامتصاص المحلي لضوء الأشعة تحت الحمراء بواسطة عينة ذات دقة مكانية نانوية. 
في الأصل، كانت التقنية تتطلب إيداع العينة على منشور شفاف يعمل بالأشعة تحت الحمراء وأن يكون سمكها أقل من 1 مايكرومتر.  أدى هذا الإعداد المبكر إلى تحسين الدقة المكانية وحساسية التقنيات القائمة على الحرارة الضوئية من ميكرون إلى حوالي 100 نانومتر. بعد ذلك، أتاح استخدام المذبذبات البارا مترية الضوئية النبضية الحديثة وأشعة الليزر المتتالية الكمومية، جنبًا إلى جنب مع الإضاءة العلوية، فحص العينات الموجودة على أي ركيزة ومع زيادة الحساسية والدقة المكانية. كأحدث التطورات، فقد ثبت أن التحليل الطيفي للاشعة تحت الحمراء قادر على الحصول على خرائط كيميائية وأطياف نانوية على مقياس جزيء واحد من التجمعات الذاتية الجزيئية والجزيئات الحيوية التي يبلغ قطرها حوالي 10 نانومتر، وكذلك للتغلب على قيود التحليل الطيفي للأشعة تحت الحمراء والقياس في البيئات السائلة المائية.
يقوم التحليل الطيفي للاشعة تحت الحمراء بتسجيل مقدار امتصاص الأشعة تحت الحمراء كدالة للطول الموجي أو العدد الموجي، ويخلق أطياف امتصاص الأشعة تحت الحمراء التي يمكن استخدامها لتوصيف وتحديد العينات غير المعروفة كيميائيًا، ويمكن استخدام تسجيل امتصاص الأشعة تحت الحمراء كدالة للموضع لإنشاء مادة كيميائية خرائط التركيب التي توضح التوزيع المكاني للمكونات الكيميائية المختلفة.  لقد مكنت الامتدادات الجديدة لتقنية التحليل الطيفي للاشعة تحت الحمراء الأصلية والتقنيات السابقة من تطوير أجهزة سطح المكتب قادرة على الدقة المكانية النانو مترية، والتي لا تتطلب منشورًا ويمكن أن تعمل مع عينات أكثر سمكًا، وبالتالي تحسين سهولة الاستخدام وتوسيع نطاق  مجموعة من العينات التي يمكن تحليلها.  حقق التحليل الطيفي للاشعة تحت الحمراء دقة مكانية تصل إلى حوالي 10-20 نانومتر، مع حساسية تصل إلى مقياس أحادي الطبقة الجزيئية وجزيئات البروتين المفردة بوزن جزيئي يصل إلى 400-600 كيلو دالتون.
و يرتبط بتقنيات مثل مطيافية رامان المحسنة، والمسح المجهري البصري للمجال القريب وطرق أخرى لتحليل الاهتزازات باستخدام مجس المسح المجهري.
تاريخ المبكر للتحليل النانوي بالإشعة تحت الحمراء.
أُجريت القياسات المبكرة التي جمعت بين مجهر القوة الذرية والتحليل الطيفي للأشعة تحت الحمراء في عام 1999 بواسطة Hammiche et al.  في جامعة لانكستر في المملكة المتحدة،  في مشروع ممول من EPSRC بقيادة إم ريدينج وإتش إم بولوك.  بشكل منفصل، أجرى أندرسون في مختبر الدفع النفاث في الولايات المتحدة قياسًا ذا صلة في عام 2000.  استخدمت كلتا المجموعتين مقياس طيف الأشعة تحت الحمراء التقليدي لتحويل فورييه (FTIR) المجهز بمصدر حراري واسع النطاق، وتم تركيز الإشعاع بالقرب من طرف مسبار كان على اتصال بعينة. حصلت مجموعة لانكستر على أطياف من خلال الكشف عن امتصاص الأشعة تحت الحمراء باستخدام مسبار حراري حساس لدرجة الحرارة. اتخذ أندرسون نهجًا مختلفًا باستخدام مسبار مجهر القوة الذرية التقليدي لاكتشاف التمدد الحراري. أبلغ عن مخطط تداخل ولكن ليس طيفًا؛ تم الإبلاغ عن أول طيف للأشعة تحت الحمراء تم الحصول عليه بهذه الطريقة بواسطة Hammiche et al.  في عام 2004: يمثل هذا أول دليل على أنه يمكن الحصول على معلومات طيفية حول عينة باستخدام هذا النهج.
استخدمت كلتا التجربتين المبكرتين مصدرًا واسع النطاق مقترنًا بمقياس تداخل.  لذلك، يمكن الإشارة إلى هذه التقنيات باسم التحليل النانوي بالاشعة تحت الحمراء على الرغم من Hammiche et al.  صاغوا المصطلح الأكثر عمومية التنظير الطيفي الضوئي أو في ورقتهم الأولى.  يحتوي على مجموعات فرعية مختلفة بما في ذلك التقنيات التي تقيس درجة الحرارة  قياس التمدد الحراري تستخدم مصادر النطاق العريض. استخدام الليزر إثارة العينة باستخدام موجات زائلة، تضيء العينة مباشرة من الأعلى إلخ وتوليفات مختلفة من هذه. في الأساس، يستغلون جميعًا التأثير الحراري الضوئي. مجموعات مختلفة من المصادر وطرق وأساليب الكشف وطرق الإضاءة لها فوائد لتطبيقات مختلفة. يجب توخي الحذر للتأكد من أنه من الواضح أي شكل من أشكال PTMS يتم استخدامه في كل حالة. حاليا لا توجد تسمية مقبولة عالميا. تم تطوير التقنية الأصلية التي أطلق عليها اسم التحليل النانوني باستخدام الاشعة تحت الحمراء والتي تسببت في حركة الرنين في المسبار باستخدام الليزر الإلكتروني الحر من خلال استغلال التباديل السابق بحيث تطورت إلى أشكال مختلفة.
كانت التجارب الرائدة التي أجراها Hammiche et al و Anderson ذات دقة مكانية محدودة بسبب الانتشار الحراري - انتشار الحرارة بعيدًا عن المنطقة التي تم فيها امتصاص ضوء الأشعة تحت الحمراء. يتناسب طول الانتشار الحراري (المسافة التي تنتشرها الحرارة) عكسًا مع جذر تردد التعديل. وبالتالي، كان الاستبانة المكانية التي حققتها نُهج التخليل الطيقي بالاشعة تخت الحمراء المبكرة حوالي ميكرون واحد أو أكثر، بسبب ترددات التعديل المنخفضة للإشعاع الساقط الناتج عن حركة المرآة في مقياس التداخل. أيضًا، كانت المجسات الحرارية الأولى عبارة عن أجهزة سلكية ولاستون  تم تطويرها في الأصل لتحليل الحرارة الدقيقة (في الواقع، تم اعتبار في الأصل واحدة من عائلة تقنيات الحرارة الدقيقة). كما أن الحجم الكبير نسبيًا لهذه المجسات حد أيضًا من الدقة المكانية. بوزيك  وريدينج وتستخدم مجسات حرارية ذات أبعاد نانوية وأظهرت دقة مكانية أعلى. وصف Ye et al مسبارًا حراريًا من نوع MEM يعطي استبانة مكانية تقل عن 100 نانومتر، والتي استخدموها لتحليل الحرارة النانوية.  بدأت عملية استكشاف مصادر الليزر في عام 2001 بواسطة Hammiche et al عندما حصلوا على الطيف الأول باستخدام ليزر قابل للضبط (انظر تحسين الدقة بمصدر الليزر النبضي).
كان التطور المهم هو الإنشاء بواسطة Reading et al. في عام 2001 من واجهة مخصصة سمحت بإجراء قياسات أثناء إضاءة العينة من الأعلى؛  ركزت هذه الواجهة شعاع الأشعة تحت الحمراء على بقعة قطرها حوالي 500 ميكرومتر، قريبة من الحد الأقصى النظري [الملاحظة 1]. إن استخدام الإضاءة من أعلى إلى أسفل أو الجانب العلوي له فائدة مهمة تتمثل في إمكانية دراسة عينات من سمك عشوائي على ركائز عشوائية.  في كثير من الحالات يمكن القيام بذلك دون أي تحضير للعينة. تم إجراء جميع التجارب اللاحقة التي أجراها Hammiche و Pollock و Reading وزملاؤهم باستخدام هذا النوع من الواجهة بما في ذلك الأداة التي أنشأها Hill et al.  للتصوير النانوي باستخدام الليزر النبضي.  أدى عمل مجموعة جامعة لانكستر بالتعاون مع عمال من جامعة إيست أنجليا إلى تكوين شركة، Anasys Instruments ، لاستغلال هذه التقنيات والتقنيات ذات الصلة.